# Lundey (Kollafjörður)
Lundey (deutsch „Papageitaucher-Insel“) ist eine kleine, unbewohnte Insel im Südwesten Islands. Sie gehört zur Gemeinde Reykjavíkurborg.

## Geografie
Die Insel befindet sich im Kollafjörður im Norden der isländischen Hauptstadt Reykjavík. Sie ist etwa 400 Meter lang und 150 Meter breit, ihr höchster Punkt liegt 14 Meter über dem Meeresspiegel.
Nächstgelegene Landmasse ist die zum Reykjavíker Stadtbezirk Grafarvogur gehörige Insel Geldinganes 1200 Meter südlich von Lundey. Þerney liegt 1400 Meter östlich, und Viðey zwei Kilometer südwestlich. Lundey ist Teil der Stadtgemeinde Reykjavíkurborg, gehört jedoch zu keinem der zehn Stadtbezirke Reykjavíks, sondern zum Græni Trefillinn (Grüngürtel, Hinterland von Reykjavíks).

## Tourismus
Die Insel wird von einer Vielzahl an Vögeln bevölkert, etwa vom namensgebenden Papageitaucher, aber auch von Gryllteiste, Eissturmvogel oder Küstenseeschwalbe. Vom Hafen Sundahöfn fahren häufig Touristenboote auf die Insel, um die Vögel zu besichtigen.